# Huo Liang
Dans ce nom, le nom de famille, Huo, précède le nom personnel.
Pour les articles homonymes, voir Huo.
Huo Liang est un plongeur chinois né le 29 septembre 1989 à Shanghai. Il remporte la médaille d'or olympique au haut-vol à 10 mètres synchronisé en 2008 avec Lin Yue. Il est également quatrième du concours individuel. 
Il remporte son premier titre au haut-vol à 10 mètres synchronisé en Championnats du monde 2007 avec Lin Yue. Il conserve ce titre en 2009 avec Lin Yue. En 2011, il triple la mise, associé avec Qiu Bo. Il est le premier à gagner trois titres de champion du monde consécutifs dans cette discipline.